# Konarak (bateau)
Le Konarak (persan : کنارک) (numéro de coque 1403) est un navire de soutien logistique de classe Hendijan de la Marine de la république islamique d'Iran, en service de 1988 à 2020.

## Caractéristiques

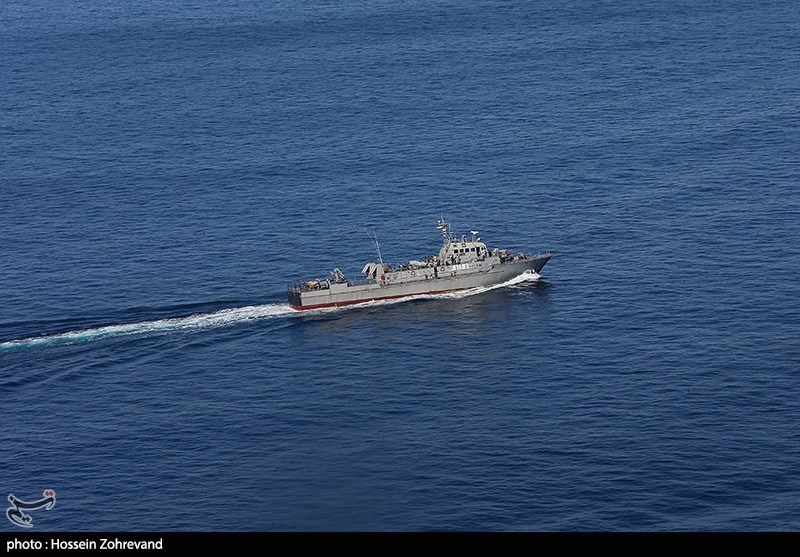
Le Konarak le 29 décembre 2019.

Selon l'agence de presse iranienne, le Konarak mesure 47 mètres de long et 8,5 mètres de largeur, a un tirant d'eau de 2,9 mètres, et déplace 447 tonnes. Commandé avant la révolution de 1979, il a été construit aux Pays-Bas à Boven-Hardinxveld par K. Damen. Mis en service en 1988, il a été révisé en 2018. Il peut transporter 40 tonnes d'eau potable ou une centaine de passagers.
Son armement permanent est un canon de 20 mm Oerlikon et il a, depuis une modernisation de 2018, une capacité de lancement de missiles et de drones ainsi que mouilleur de mines.
Il fait partie de la classe Hendijan (également appelée classe Bakhtaran ou MIG-S-4700), qui compte de douze à quatorze navires (deux auraient été construits dans les années 2000) ayant à l'origine le rôle de remorqueur et de transport d'eau potable, cinq ou six étant en service actif en 2007. Un contrat de dix navires a été signé avant la Révolution iranienne de 1979 entre l'État impérial d'Iran et K. Damen pour des navires non armés. Six navires, dont probablement le Konarak, ont été construits aux Pays-Bas à partir de 1985 lors de la guerre Iran-Irak, les autres ont été envoyés en Iran en pièces détachées et assemblés sur place, les suivants sont construits en Iran à Bandar Abbas.
Son port d'attache est Konarak (en) depuis le 7 octobre 2018.

## Incident du 10 mai 2020
Le 10 mai 2020 dans l’après-midi, le navire est touché par un tir ami lors d'un test de missile antinavire, peut-être une nouvelle version du Noor (inspiré du C-802 chinois), tiré par la frégate iranienne Jamaran dans le golfe d'Oman près de Bandar-e Jask (en). Ce dernier navire est un symbole des efforts déployés par l'Iran pour renforcer ses capacités militaires maritimes de manière autonome ; il avait été inauguré par le Guide de la révolution islamique, Ali Khamenei, en 2010.
La télévision iranienne fait savoir que le Konorak a été touché « après avoir déplacé une cible d'exercice vers sa destination, sans créer suffisamment de distance entre lui et la cible ».
Dans la matinée du 11 mai 2020, le bilan officiel iranien est de 19 marins tués et 15 blessés. L'épave a été remorquée au port de Tchabahar où les blessés ont été transférés à l'hôpital.